# Гиперион (спутник)
Гиперио́н (др.-греч. Ὑπερίων) — естественный спутник Сатурна. Открыт в 1848 году и назван в честь титана Гипериона.
Считается, что продолжительность суток на Гиперионе непостоянна из-за того, что спутник обращается вокруг Сатурна по сильно вытянутой эллиптической орбите, а также обладает весьма несферической формой. Кроме того, Гиперион находится в орбитальном резонансе с Титаном: отношение периодов обращения этих спутников вокруг Сатурна равно 4:3. В результате продолжительность суток может различаться на десятки процентов в течение нескольких недель.
Поверхность спутника покрыта кратерами. Зазубренные очертания поверхности — следы катастрофических столкновений. Небольшие различия цвета поверхности, по-видимому, отражают различия в составе. На дне большинства кратеров находится тёмное вещество, по-видимому осевшее на поверхность после соударений. Также на изображениях спутника есть яркие детали. Это свидетельствует о том, что в некоторых местах толщина темного вещества может быть всего несколько десятков метров. Плотность Гипериона настолько мала, что он, вероятно, состоит на 60 % из обычного водяного льда с небольшой примесью камней и металлов, а основную часть его внутреннего объёма (до 40 процентов или даже больше) составляют пустоты.